# 旧城冼太庙
旧城冼太庙，是广东省高州市长坡镇旧城村一座为纪念冼夫人而设的庙宇，是已知兴建年代最早的冼太庙，有“中华第一冼太庙”之称，旧城冼太庙是典型的明清时期岭南建筑，为广东省文物保护单位。

## 历史
旧城冼太庙始建于隋，所在的旧城村为南朝梁置的电白郡和隋置的电白县原治地，是昔日当地的政治、经济、文化和军事中心，明成化年间高州府迁往茂名县（今高州市区）后，冼太庙随之南迁，是为如今的高州冼太庙。其间，旧城冼太庙一度荒毁，直至明嘉靖二十六年，高州知府欧阳烈访旧址而重建，每年春秋二祭，规格与府治的冼太庙等同。清同治年间，官府牵头召集乡绅集款维修旧城冼太庙，广东巡抚郭嵩焘上疏奏请朝廷敕赐冼夫人及部将封号“准择裔奉祀”，同治帝同意其奏请，加封冼夫人“慈佑”封号，并加赐一幅“慈佑”镶金边加封牌匾到旧城冼太庙中。文化大革命期间，冼太庙曾遭毁坏，至1990年代初群众集资修复。2019年，入选第九批广东省文物保护单位。

## 布局
旧城冼太庙总建筑面积660平方米，面阔18.8米，进深36.35米，总体布局大致沿南北中轴线分布，分为三进，依次为前殿、中殿、正殿组成的两进院落式建筑群组，各进之间有回廊连接形成天井，由南向北屋脊逐进抬高。建筑为砖木混合结构，三座均为硬山顶、抬梁与穿斗混合式梁架结构，屋顶和人字山墙装饰有精美脊饰和彩画。
前殿门前有一对石狮。门屋总面阔五间19.5米，均向前出檐以石柱支承，石柱用八角形石鼓式柱础。大门正上方阴刻“冼太庙”牌匾，门两侧有对联“威镇边疆流芳百世、恩施嶺表纲目三书”。檐底绘为八仙过海等民间故事彩画。屋顶正脊两端为夔龙纹脊饰，正中有宝顶，山面人字山墙从屋面升起，两端上翘。
进入门屋为第一进院落，中心置一香炉供来访者上香祭拜。前殿的右侧，陈列着一排在旧城村出土的历史文物，如两件兽面纹瓦当残件、陶罐、陈仓米等。两侧连廊廊内置旧城墙砖、冼氏冯氏家族世系简表和捐资碑刻等物。
中殿为敞厅形式，前后出廊以石柱支承，石柱用方形柱础。面阔三间，各间以墙壁分隔，墙壁上用一大两小共三个拱形门洞相连，明间正中高挂殿悬挂同治帝御赐的“慈佑”牌匾，原匾于文化大革命期间被毁，今庙中所见是由后人依拓版的复原件，正脊下与隔墙交界处有方形彩画装饰，尽间墙壁上绘大幅以冼太事迹为主题的彩画装饰，一侧镶嵌清同治时期重修碑刻《修复旧城冼庙神像引》。正脊雕有人物山水灰塑图案，人字山墙从屋面升起两端上翘，翘起作凤尾伸展蜷曲状。中殿右侧，有一对铜鼓架仿制品，并挂有一对“俚人铜鼓”，相传为一公一母。声音较沉为公，较清脆为母。
正殿前的第二进院落较小，两侧连廊和正殿均用石柱支承出檐，正殿悬挂隋文帝敕封予冼夫人的“谯国夫人”牌匾，建筑面阔三间，殿内明间正中供奉冼夫人塑像。屋脊在三座殿中高度最高、形制最高，正脊饰有双龙戏珠脊塑灰雕，是国内保存较为完好的明代双龙戏珠灰塑之一。
旧城冼太庙右侧为纪念冼夫人丈夫、高凉太守冯宝而建的冯宝公祠，与冼太庙以回廊相连。

## 民俗
- 冼太诞：每年农历十一月廿四，长坡旧城冼太庙都会举办冼夫人诞辰祭祀，邀请各地冯冼宗亲前来庆贺。
- 冼太回娘家：相传冼夫人生前，每年生辰前后都会抽时间回娘家探望父母及兄弟。冼夫人逝世后，今长坡镇雷垌村的村民就在冼夫人诞辰节前10日，为冼夫人定做衣裙，从旧城冼太庙迎接冼夫人神像回雷垌冼太庙“探娘家”。这一习俗也成为旧城冼太庙和雷垌冼太庙之间独特的民俗活动。
- 劏牛会：相传当年冼夫人有甘和、祝兴、盘石三名得力先锋，每次出征前都要宰杀一头牛让饱餐一顿，因此屡屡得胜，每年冼太诞辰后第三天，村民从村中选取一头肥壮黄牛供奉三大先锋，在旧城冼太庙内进行隆重的祭祀仪式。